# Sarcomelicope dogniensis
Sarcomelicope dogniensis är en vinruteväxtart som beskrevs av Thomas Gordon Hartley. Sarcomelicope dogniensis ingår i släktet Sarcomelicope och familjen vinruteväxter. Inga underarter finns listade i Catalogue of Life.